# 新日本主義
新日本主義（しんにほんしゅぎ/しんにっぽんしゅぎ）は、思想の一種。

## 概要
日本では、1933年以降増加した日本精神論や日本主義を説く図書と論説に対抗して、自らを運動の正当性を主張するために明倫会が「新日本主義」という名称を用いて、大衆の受け皿となろうとした。
芸術の分野では、1930年に設立された独立美術協会において、児島善三郎が主導権を握る形で、日本画の画材を油彩画に混ぜて使ったり、主観的・表現主義的な具象絵画を描いたり、日本風のモチーフを追求したりするなどの発展を見せ、これを「新日本主義」という。他に新日本主義の画家として川口軌外や福沢一郎などの名前が挙げられる。

## 関連文献
- 岩野泡鳴 編『新日本主義』新日本主義社、1916年。 NCID AA11667742。
- 鹿子木員信, 思想問題研究會(文部省内)『新日本主義と歴史哲學』青年教育普及會、1932年。doi:10.11501/1128068。 NCID BN04406760。全国書誌番号:47002111。